# Peter Ditlev Faber
Peter Ditlev Faber, född den 15 september 1768, död den 17 mars 1847, var en dansk präst och lanthushållningsinriktad författare.
Faber tog attestats 1791 och fick fyra år senare Jungshoveds pastorat, som han innehade i 15 år, tills han 1810 fick sitt avsked "efter Ansøgning". Otvivelaktigt stod hans håg mer till lantmannens än till prästens gärning, han var övertygad rationalist och stod inte på god fot med sin församling. Men som lanthushållare var han verksam och duktig. Redan som präst var han kommissionär vid herrgårdars köp och försäljning och ombesörjde inspektionen av gods, vars ägare var frånvarande. Efter sitt avsked arrenderade och ägde han flera gårdar och utvecklade en betydande litterär verksamhet. 
Han översatte främmande författare, skrev böcker och artiklar, utgav tidskrifter, utarbetade planer för "Indretning af Biblioteker til Almuens Brug", för vilka han av Landhusholdningsselskabet mottog flera guldmedaljer et cetera. Av hans skrifter kan nämnas: Gives der Midler til at forbedre Landmandens Kaar, og hvilke er disse? (1823), Anvisning til Husdyrenes Fodring og Pleje, grundet paa Erfaring (1836) och en djurläkarbok (1839).